# José Paulino Ríos Reynoso
José Paulino Ríos Reynoso (ur. 4 października 1944 w Imperial) – peruwiański duchowny rzymskokatolicki, w latach 2003-2006 arcybiskup Arequipy.

## Życiorys
Święcenia kapłańskie przyjął 5 czerwca 1971. Inkardynowany do archidiecezji Limy, pełnił w niej funkcje m.in. ojca duchownego seminarium, wikariusza ds. duszpasterskich, a także wikariusza generalnego. W latach 1991–1995 pełnił urząd administratora apostolskiego archidiecezji Huancayo.
2 grudnia 1995 został mianowany arcybiskupem Huancayo. Sakrę biskupią otrzymał 6 stycznia 1996. 29 listopada 2003 objął stolicę arcybiskupią Arequipa. 21 października 2006 zrezygnował z urzędu.